# Моттершид, Джордж

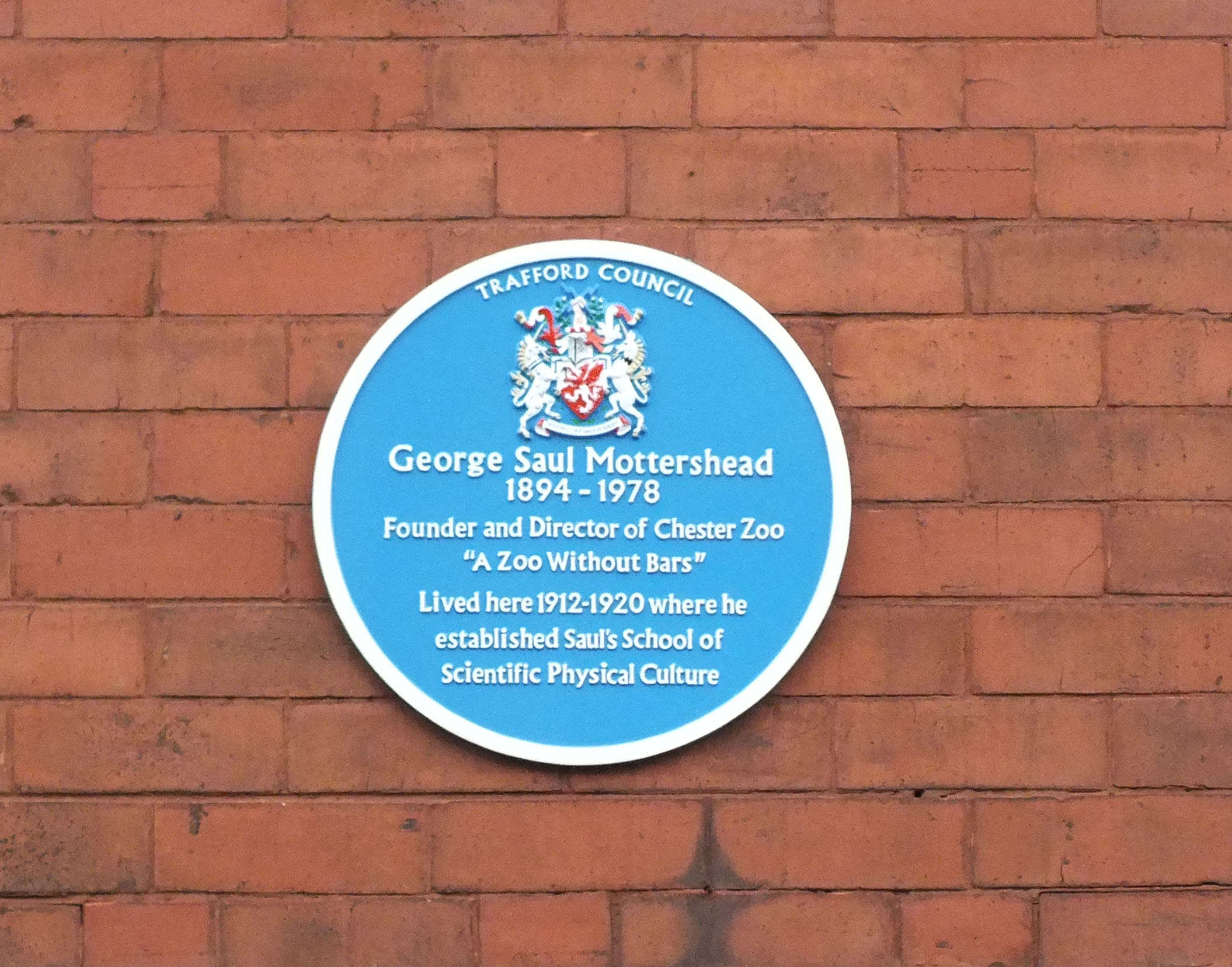
Синяя табличка в честь Джорджа Моттершида

Джордж Моттерсхэд (англ. George Mottershead, полное имя George Saul Mottershead;1894—1978) — основатель Честерского зоопарка.

## Биография
Родился 12 июня 1894 года в районе Траффорд Большого Манчестера в семье ботаника Альберта Моттерсхэда, где росло ещё два брата — Стэнли и Чарльз, сестра Нора и сводный брат Альберт.
В 1903 году Джордж впервые попал в зоологический сад Belle Vue Zoological Gardens. Ему не понравилось видеть животных в клетках, и мальчик был полон решимости создать зоопарк без решёток. В юности экспериментировал с вольерами, аквариумами и загонами для домашних ящериц и змей. В шестнадцать лет он ушел из дома, чтобы стать инструктором по фитнесу.
После начала Первой мировой войны Джордж присоединился к Южно-Ланкаширскому полку, другие его братья вступили в Манчестерский полк, и все они служили на Западном фронте во Франции. В 1916 году, находясь в отпуске, он женился на Элизабет Эткинсон — впоследствии у них родились две дочери: Мюриэль (1917) и Джун (1926).
В октябре 1916 года в битве на Сомме Джордж Моттерсхэд получил пулевое ранение в шею, повредив позвоночник. Он был парализован и лечился в военном госпитале в Нотти-Эш. Вопреки медицинскому прогнозу Моттерсхэд восстановил способность ходить (прихрамывая) после трёх лет нахождения в инвалидном кресле. Его братья Альберт и Стэнли погибли на войне, а Чарльз продолжил службу в Школе технической подготовки Королевского лётного корпуса.
Вместе со своими родителями и молодой семьёй Джордж переехал в 1920-х годах в Шавингтон, занимался своим садом, владел цветочным магазином, а позже продавал домашних птиц. Затем в декабре 1930 года семья Моттерсхэд переехала в поместье Окфилд в Аптон-бай-Честер, заплатив 3500 фунтов стерлингов за участок площадью 9 акров (3,6 га). Здесь они приобрели первых животных и в апреле 1931 года получили разрешение на открытие зоопарка, который открылся для публики 10 июня этого же года. В 1934 году Джордж Моттерсхэд основал «Зоологическое общество Северной Англии». Его зоопарк работал и в годы Второй мировой войны.
Умер 5 мая 1978 года в Чешире. После его смерти его прах был развеян в мемориальном саду зоопарка, посвящённом его жене Элизабет (ум. 1969). Сейчас этот сад является Китайским садом Честерского зоопарка.
История основания Джорджем Моттерсхэдом Честерского зоопарка стала предметом телевизионного драматического сериала BBC 2014 года «Наш зоопарк», где роль Моттершида исполнил Ли Инглби.